# Constantistenorden
Der Constantistenorden war ein Studentenorden zwischen 1777 und 1809.

## Geschichte
Der Orden wurde am 23. Februar 1777 in Halle gegründet und bekämpfte von Anfang an den dortigen Unitistenorden. Er trat in zahlreichen weiteren Universitätsstädten in Erscheinung, so in Altdorf, Erlangen, Frankfurt an der Oder, Göttingen, Heidelberg, Helmstedt, Leipzig, Marburg, Rostock, Wien, Wittenberg und Würzburg; die größte Bedeutung hatte jedoch seine Tochterloge in Jena, die sich insbesondere mit den drei anderen Orden vor Ort, den Amicisten, Unitisten und den Harmonisten stritt. Nur 1792 konnten sich die vier Orden einmal einigen, als es darum ging einen Verräter namens Polizio zu bekämpfen.
In den Jahren 1800, 1806 und 1809 lösten sich die einzelnen Tochterlogen nach und nach auf.

## Brauchtum

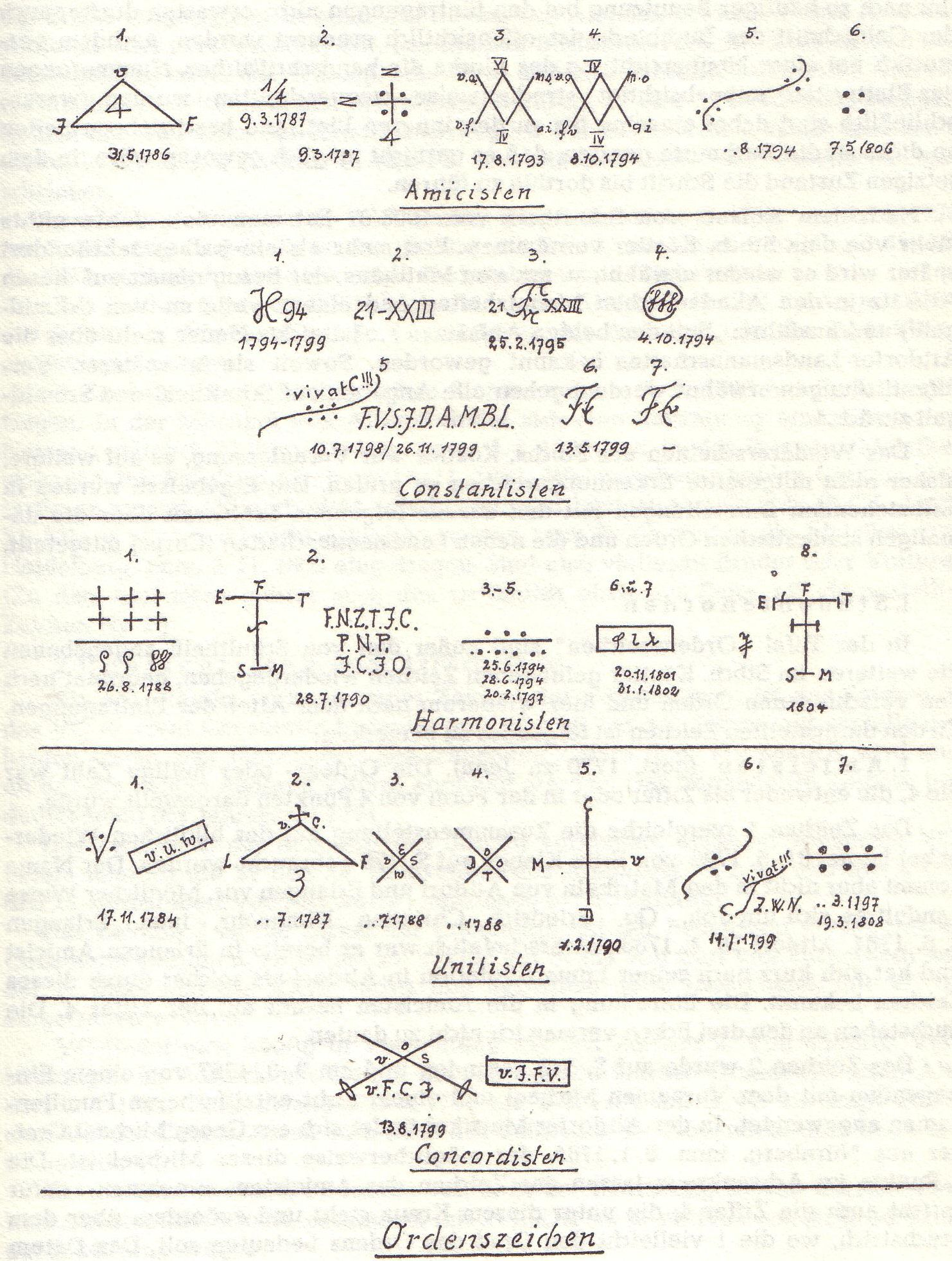
Zeichen von Studentenorden (Constantisten 2. von oben)

Der Orden hat den Wahlspruch: Vivant fratres Constantia conjuncti (V.F.C.C.) und unter anderem einen Zirkel, bestehend aus dem dreifachen Buchstaben "f" (fff) mit angehängtem oder darum geschlungenen C, was für floreant fratres fideles oder floreat foedus fratrum constantiae steht.

## Bekannte Mitglieder
- Hans Georg von Hammerstein-Equord (1771–1841), westfälischer General
- Jakob Herrmann, deutscher Verwaltungsbeamter
- Wilhelm Daniel Joseph Koch (1771–1849), deutscher Botaniker und Mediziner, Präsident des Landrathes von Mittelfranken
- Georg Heinrich Masius (1771–1823), deutscher Mediziner und Hochschullehrer an der Universität Rostock
- Christian Friedrich Mühlenbruch (1785–1843), deutscher Rechtswissenschaftler
- Adam Elias von Siebold (1775–1828), deutscher Gynäkologe und Hochschullehrer
- Gustav Friedrich Wiggers (1777–1860), deutscher evangelischer Theologe und Hochschullehrer an der Universität Rostock